# Милош Коджоман
Милош Коджоман (на македонска литературна норма: Милош Коџоман) е художник, виден представител в съвременното изкуство на Северна Македония.

## Биография
Роден е в 1952 година в Скопие, тогава в Социалистическа федеративна република Югославия, в семейството на художника Вангел и преподавателката по биология Радмила Коджоман. От 1973 година е член на Дружеството на художниците на Македония и два пъти е избиран за председател на Художествения съвет на дружеството. Дълги години е в Управителния съвет на организацията и допринася много за развитието му и за създаването на нови културни политики в дружеството. В 2003 година Коджоман е отличен с наградата „23 октомври“ за дългогодишната си работа в сферата на културата и изкуството.
Умира след кратко боледуване в Скопие на 21 ноември 2014 година.